# Chorebus costai
Chorebus costai är en stekelart som beskrevs av Docavo Alberti 1962. Chorebus costai ingår i släktet Chorebus och familjen bracksteklar. Inga underarter finns listade i Catalogue of Life.